# Júpiter excêntrico

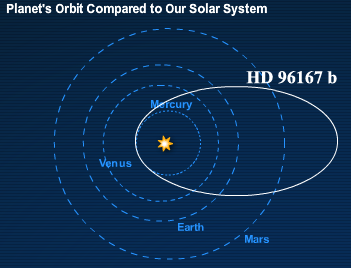
HD 96167 b, um Júpiter excêntrico, tem uma órbita de cometa.

Um Júpiter excêntrico é um gigante gasoso que orbita a sua estrela em uma órbita excêntrica. Os Jupíteres excêntricos podem impedir que um sistema planetário tenha planetas semelhantes a Terra, porque um gigante gasoso massivo com uma órbita excêntrica pode remover todos os planetas de massas terrestre da zona habitável.
Até o momento, parece que cerca de 7% de todas as estrelas (metade dos sistemas planetários conhecidos) têm um Júpiter excêntrico (e> 0,1), tornando estes planetas mais comuns do que os Jupíteres quentes.
Das mais de 200 primeiras descobertas de planetas extrassolares (até 2006), 15 planetas têm grande excentricidade orbital (e> 0,6).
O exoplaneta típico com um período orbital superior a cinco dias tem uma excentricidade média de 0,23.
Possíveis Jupíteres excêntricos em zonas habitáveis:
| Planeta     | SEM   | exc  | MJ    | Notas                                                         |
| ----------- | ----- | ---- | ----- | ------------------------------------------------------------- |
| HD 3651 b   | 0,29  | 0,61 | 0,22  | Pode permitir planetas além de 0,6 UA                         |
| HD 37605 b  | 0,26  | 0,73 | 2,84  | Pode permitir planetas além de 0,8 UA                         |
| HD 45350 b  | 1,92  | 0,77 | 1,79  | Órbitas estáveis dentro de 0,2 UA                             |
| HD 80606 b  | 0,45  | 0,93 | 4,0   | Apenas órbitas além de 1,75 UA permaneceu partículas estáveis |
| HD 20782 b  | 1,381 | 0,97 | 2,620 |                                                               |
| HD 89744 b  | 0,93  | 0,67 | 8,58  | Não há planetas terrestres na zona habitável                  |
| 16 Cygni Bb | 1,68  | 0,68 | 1,68  | Não há planetas terrestres na zona habitável                  |